# Robert Skidelsky
Robert Skidelsky, Robert Jacob Alexander, Lord Skidelsky (ur. 25 kwietnia 1939 w Harbinie) – historyk gospodarczy, profesor Uniwersytetu w Oksfordzie i Warwick.

## Życiorys
Jego rodzice Borys Skidelsky i Galia Sapelkin byli obywatelami brytyjskimi rosyjskiego pochodzenia. Ojciec pracował w rodzinnej firmie LS Skidelsky, która wydzierżawiła kopalnię Mulin od rządu Chin. Po wybuchu wojny między Japonią i Wielką Brytanią, w grudniu 1942, zostali internowani, a następnie wymienieni na Japończyków internowanych w Wielkiej Brytanii.
W latach 1953–1958 uczył się w Brighton College, a następnie w Jesus College w Oksfordzie. W latach 1961–1969 był studentem, a potem pracownikiem naukowym w Nuffield College w Oksfordzie. W 1967 opublikował swoją pierwszą książkę na temat polityki brytyjskiej w czasach Wielkiego kryzysu. Napisał też biografię sir Oswalda Mosleya, przywódcy brytyjskich faszystów w latach 30. XX w. Jego najważniejszą książką jest trzytomowa biografia Maynarda Keynesa wydana w latach 1983, 1992, 2000.
W latach siedemdziesiątych był członkiem Partii Pracy. W 1980 zaczął czynnie uprawiać politykę zakładając z innymi Partię Socjaldemokratyczną, wywodzącą się z prawego skrzydła Partii Pracy, której był członkiem do jej rozwiązania w 1992. Od 1991 zasiada w Izbie Lordów. W 1992 r. wstąpił do Partii Konserwatywnej. W latach 1997–1999 był głównym rzecznikiem opozycji w Izbie Lordów, najpierw ds. kultury, a następnie ds. skarbu, ale został pozbawiony pozycji przez lidera Partii Konserwatywnej Williama Hague’a za publiczny sprzeciw wobec bombardowania Kosowa przez NATO w 1999 r. W 2001 r. odszedł z partii i został lordem bezpartyjnym.
Od 2003 r. pisze na temat historii gospodarczej dla międzynarodowej organizacji medialnej Project Syndicate.
We wrześniu 2015 r. poparł kampanię Jeremy’ego Corbyna w wyborach na lidera Partii Pracy.
W Polsce ukazały się jego dwie książki:
- Świat po komunizmie. Spór o nasze czasy (1999)
- Keynes. Powrót mistrza (2012)